# Rhauculus conspicuus
Rhauculus conspicuus is een hooiwagen uit de familie Cosmetidae. De originele naamcombinatie (protoniem) was Metarhaucus conspicuus Roewer, 1928. Een volgende naamrecombinatie werd gepubliceerd als Rhauculus conspicuus (Roewer, 1928) in Medrano, García, & Kury, 2022.